# Rote Samtfledermaus

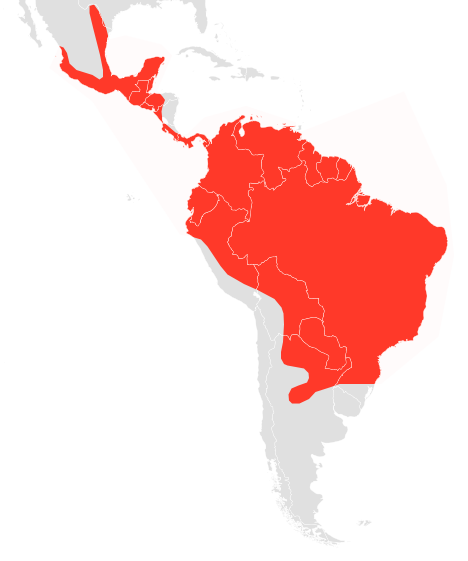
Verbreitungsgebiet der Roten Samtfledermaus

Die Rote Samtfledermaus (Molossus rufus, Syn.: Molossus ater), auch Schwarze Samtfledermaus ist eine Fledermausart aus der Familie der Bulldoggfledermäuse (Molossidae). Sie kommt in Zentral- und Südamerika vor.

## Taxonomie
Über längere Zeit wurde die Art von vielen Autoren mit dem wissenschaftlichen Namen Molossus ater geführt, Molossus rufus galt nur als Synonym. Typexemplare gab es ursprünglich für beide Taxa, das Exemplar zu Molossus ater ging jedoch verloren. Genauere Untersuchungen im späten 20. Jahrhundert ergaben, dass die ausgestopften Tiere im Muséum national d’histoire naturelle in Paris, die eindeutig zur Gattung Samtfledermäuse gerechnet werden können, als Molossus rufus gekennzeichnet sind. Beschreibungen des Taxons ater entsprechen dagegen den Merkmalen der Gattung Bulldoggfledermäuse (Eumops). Allgemein wird eine Revision der Art angemahnt.

## Merkmale
Die meisten Publikationen beschreiben die Rote Samtfledermaus mit einer Kopf-Rumpf-Länge von 71 bis 98 mm, einer Schwanzlänge von 38 bis 54 mm und einem Gewicht von 28 bis 37 g. Einzelne Quellen nennen deutlich höhere Werte, wie eine Gesamtlänge bis 190 mm und ein Maximalgewicht von 70 g. Der deutsche Name und das Epitheton rufus im wissenschaftlichen Namen beziehen sich auf die rote Fellfarbe einiger Exemplare. Die meisten Individuen haben jedoch ein schwarzes oder braunes Fell. Es gibt weiterhin dunkelorange gefärbte Tiere. Die Bauchseite ist allgemein bleicher, was nicht auf weißen Haaransätzen beruht, die bei Molossus sinaloae vorkommen. Unter der Nase befindet sich ein dreieckiger Bart.

## Verbreitung und Lebensraum
Die Rote Samtfledermaus kommt von den Küstenbereichen Mexikos bis nach Nord-Argentinien vor. Sie lebt auch auf Trinidad. Als Habitat dienen immergrüne Wälder, sommergrüne Wälder, Buschländer und kultivierte Regionen.

## Lebensweise
Kolonien der Art ruhen in Felsspalten, in Gebäuden und in Baumhöhlen. Sie bestehen meist aus 30 bis 50 Tieren. In Brasilien wurden Ansammlungen von etwa 500 Exemplaren registriert. Rote Samtfledermäuse schlafen am Tage und werden zu Beginn der Dämmerung aktiv. Sie jagen Insekten wie Käfer und flugfähige Ameisen.
Populationen in kälteren Regionen bleiben dort im Winter, sie halten keinen Winterschlaf. Bei den Populationen, die untersucht wurden, gab es feste Paarungszeiten. Ein Wurf besteht meist aus einem Jungtier und manchmal aus Zwillingen. Andere Weibchen der Kolonie helfen bei der Aufzucht der Nachkommen.

## Bedrohung
Eine größere Bedrohung des Bestandes ist nicht bekannt. Aus diesem Grund stuft die IUCN die Art als „nicht gefährdet“ (least concern) ein. Sie ist in mehreren Naturschutzgebieten vertreten.